# Nils Erik Påhlsson
Nils Erik Påhlsson, född 29 oktober 1912 i Fleninge församling, Malmöhus län, död 1976, var en svensk läkare. 
Efter studentexamen i Helsingborg 1931 blev Påhlsson medicine kandidat 1935 och medicine licentiat 1940 i Lund, medicine doktor i Stockholm 1951 samt docent i obstetrik och gynekologi vid Karolinska institutet 1953. Han innehade olika läkarförordnanden 1940–43, var extra bataljonsläkare och underläkare vid kirurgiska avdelningen vid Garnisonssjukhuset i Boden 1943–46, förste underläkare vid kvinnokliniken vid Karolinska sjukhuset 1946–51, biträdande läkare vid kvinnopolikliniken 1952–56, biträdande överläkare vid kvinnokliniken 1956–63 och överläkare vid kvinnokliniken vid Kristianstads lasarett från 1963 till sin död. Han var ordförande i Medicinalstyrelsens socialpsykiatriska nämnd 1953–63.